# Don't Stop Believin'
"Don't Stop Believin'" é uma canção popular da banda estadunidense Journey, originalmente lançada como um single de seu álbum de 1981, Escape. Muitas vezes considerada a música da assinatura da banda, a power ballad se tornou um hit no top dez da Billboard Hot 100, nos Estados Unidos e da UK Singles Chart, no Reino Unido. O single ultrapassou a marca de quatro milhões de downloads pagos em 2010, fato que não ocorreu com nenhuma outra canção lançada antes dos anos 2000. A canção também está presente na trilha sonora do filme Monster: Desejo Assassino de 2003, e no episódio final da série Família Soprano, de 2007.

## Paradas musicais
| Parada (1981/2010)                  | Melhor posição |
| ----------------------------------- | -------------- |
| Canadá Canadian Singles Chart       | 2              |
| Irlanda (Irish Singles Chart )      | 4              |
| Estados Unidos (Billboard Hot 100)  | 9              |
| Países Baixos (Dutch Singles Chart) | 50             |
| Suécia (Swedish Singles Chart )     | 43             |
| Reino Unido (UK Singles Chart )     | 6              |

## Versão deGlee
Em 2009, a canção foi regravada como parte da trilha sonora do seriado americano Glee, sendo o primeiro single lançado pela série, chegando à faixa de 1 milhão de downloads oficiais, ficando na lista de top dez da Billboard por várias semanas. Deste modo a música tornou a ser um sucesso mundial. Essa versão vendeu mais de um milhão de cópias nos Estados Unidos, sendo a primeira do elenco da série a alcançar essa marca.

### Videoclipe
O videoclipe da canção "Don't Stop Believin'" foi lançado horas antes da estreia do episódio piloto nos Estados Unidos. O clipe se passa no auditório da escola, com apenas seis dos 12 integrantes do "Glee Club". No clipe, também são mostradas cenas da líderes de torcida vendo eles cantando.

### Paradas musicais
| Parada (2010)                             | Melhor posição |
| ----------------------------------------- | -------------- |
| Austrália Australian Singles Chart        | 5              |
| Canadá Canadian Singles Chart             | 37             |
| Estados Unidos (Billboard Hot 100)        | 4              |
| Irlanda (Irish Singles Chart )            | 4              |
| Nova Zelândia (New Zealand Singles Chart) | 16             |
| Suécia (Swedish Singles Chart )           | 43             |
| Reino Unido (UK Singles Chart )           | 2              |

## Versão deRock Of Ages: O Filme
Dirigido por Adam Shankman,Rock of Ages (filme de 2012) conta como faixa de sua trilha sonora o clássico Don't Stop Believin, cantado por Diego Boneta, Julianne Hough , Alec Baldwin, Mary J. Blige e Russell Brand. Rock of Ages (filme de 2012), o qual é uma adaptação do musical da Broadway "Rock of Ages", conta a história de Sherrie (Julianne Hough), e de Drew (Diego Boneta), que se conhecem no Sunset Strip enquanto buscam seus sonhos em Hollywood.